# Meredith Hardy
Meredith Hardy (Kingsport, 1º aprile 1993) è una pallavolista statunitense.
Gioca nel ruolo di centrale nello Genève.

## Biografia
Figlia di Craig e Donna Hardy, nasce a Kingsport, nel Tennessee. Ha una fratello di nome Marshall, che gioca a pallacanestro. Nel 2011 si diploma alla Dobyns-Bennett High School e in seguito studia alla East Tennessee State University.

## Carriera

### Club
La carriera di Meredith Hardy nei tornei scolastici del Tennessee, giocando per la Dobyns-Bennett HS. In seguito gioca a livello universitario nella NCAA Division I dal 2011 al 2014, facendo parte della East Tennessee State.
Nel campionato 2015-16 approda per un biennio nella Nemzeti Bajnokság I ungherese, dove difende i colori del Vasas. Nella stagione 2017-18 viene ingaggiata dal LiigaPloki, nella Lentopallon Mestaruusliiga finlandese, mentre nel campionato successivo partecipa alla Lega Nazionale A svizzera con lo Genève.